# Elecciones parlamentarias de Cuba de 1986
Se realizaron elecciones parlamentarias indirectas en Cuba el 27 de noviembre de 1986.
El 19 y 26 de octubre los votantes eligieron a los miembros de las 169 Asambleas Municipales. Un total de 6 704 479 votos fueron emitidos en la primera ronda (19 de octubre), con una participación del 97,65%. En la segunda ronda, realizada el 26 de octubre, la participación fue del 93,4%. Los miembros electos de las Asambleas Municipales eligieron a los 510 miembros de la Asamblea Nacional. De éstos, 337 eran hombres y 173 eran mujeres.

## Participación
Los datos oficiales de participación ciudadana en estas elecciones se resume en la siguiente tabla:
| Provincia           | Participación | Delegados elegidos |
| ------------------- | ------------- | ------------------ |
| Pinar del Río       | 99,6%         | 1024               |
| La Habana           | 98,6%         | 975                |
| Ciudad de La Habana | 96,0%         | 1348               |
| Matanzas            | 98,8%         | 869                |
| Villa Clara         | 98,2%         | 1210               |
| Cienfuegos          | 97,1%         | 560                |
| Sancti Spíritus     | 98,2%         | 675                |
| Ciego de Ávila      | 99,5%         | 615                |
| Camagüey            | 98,7%         | 900                |
| Las Tunas           | 98,4%         | 629                |
| Holguín             | 96,7%         | 1274               |
| Granma              | 98,5%         | 1166               |
| Santiago de Cuba    | 96,5%         | 1142               |
| Guantánamo          | 98,5%         | 741                |
| Isla de la Juventud | 98,4%         | 128                |
| Total               | 97,7%         | 13 256             |